# 霍斯特·舍瑙
霍斯特·舍瑙（德語：Horst Schönau，1949年4月2日—），德国男子雪车运动员。他曾代表东德参加1976年和1980年冬季奥林匹克运动会雪车比赛，其中1980年冬季奥运会获得一枚铜牌。